# (17435) ди Джованни
(17435) ди Джованни (лат. di Giovanni) — астероид, относящийся к группе астероидов пересекающих орбиту Марса. Он был открыт 26 сентября 1989 года бельгийским астрономом Эриком Эльстом в обсерватории Ла-Силья и назван в честь сицилийского поэта Алессио ди Джованни (итал. Alessio di Giovanni).

Орбита астероида ди Джованни и его положение в Солнечной системе